# 'Ndrina La Maggiore
(Francesco Nirta, boss della cosca "Scalzone")
La Maggiore o Scalzone si distingue dai Nirta-Strangio di San Luca, alleati dei Giorgi. Storicamente, è formata dai fratelli Giuseppe, Antonio, Francesco, Sebastiano e Domenico Nirta. Sono alleati dei Codispoti (con cui hanno dei legami parentali), dei Vottari, detti Frunzu e cioè i Pelle, dei Giorgi e dei Romeo.
Attivi sin dalla fine dell'Ottocento, costituiscono, probabilmente, la 'ndrina più influente di tutti i tempi. Moltissimi sono infatti i libri che richiamano quest'ipotesi, grazie anche alle varie e vaste indagini giudiziarie. Infatti il locale dei Nirta La Maggiore è menzionato come il "mammasantissima" di tutti i locali della 'ndrangheta calabrese.
Al nord si trovano in Valle d'Aosta, Piemonte, Lombardia ed Emilia-Romagna. Sono attivi nel narcotraffico come testimoniano i contatti con dei turchi per l'importazione di eroina in Europa e della cocaina presa nei Paesi Bassi e portata in Germania.

## Storia

### Anni '70 - Il narcotraffico e il sequestro Moro
Rilevante la gestione del mercato del narcotraffico da parte della cosca. Già all'inizio degli anni settanta e via via durante gli anni successivi processi giudiziari hanno rivelato l'impronta dei Nirta nell'affaire narcotraffico.
Il 15 ottobre 1993 Saverio Morabito, un collaboratore di giustizia della 'Ndrangheta, dichiarò che in via Fani durante le prime fasi del sequestro Moro sarebbe stato presente anche Antonio Nirta, detto "Due nasi", nipote omonimo del boss della 'ndrina e infiltrato nel gruppo brigatista. Secondo Morabito, inoltre, Nirta sarebbe stato anche un confidente dei Carabinieri in contatto con il capitano Francesco Delfino; egli avrebbe acquisito queste informazioni nel 1987 e nel 1990 da due malavitosi, Paolo Sergi e Domenico Papalia. Sia Delfino sia Nirta hanno poi smentito queste affermazioni; inoltre le presunte rivelazioni del Morabito non sono supportate da altre fonti e sono state ritenute dalla Commissione stragi «non ancora supportate da adeguati riscontri».
Il 13 luglio 2016 il presidente della Commissione parlamentare d'inchiesta sul caso Moro, Giuseppe Fioroni rivela che: "Grazie alla collaborazione del Ris dell'Arma dei Carabinieri, possiamo affermare con ragionevole certezza che il 16 marzo del 1978 in via Fani c'era anche l'esponente della 'ndrangheta Antonio Nirta".

### Anni '90
Negli anni novanta con l'operazione Aspromonte vengono indagati vari esponenti delle cosche della Locride fra cui quelli dei Nirta "Scalzone" e Giuseppe Nirta il capobastone. Dal 1995 con l'omicidio a Bianco di Giuseppe Nirta, paciere della faida di San Luca fra i Nirta-Strangio, i Romeo-Pelle-Vottari coi capi rispettivi  Sebastiano Romeo detto U Staccu, 'Ntoni Gambazza, i Giampaolo dei Russelli prendono le distanze dall'omicidio. Invece si alleano con i Scalzone gli Strangio detti janchi e quelli detti Barbari, i Giorgi detti Boviciano, e i Nirta Versu. Rimangono invariate le alleanze con i Giorgi detti Ciceri e i Codispoti legati dai legami parentali.

### I Nirta e la strage di Capaci
Particolare importante, rivelato dal pentito di Cosa Nostra Vincenzo Calcara, è il fatto che per la Strage di Capaci, in cui rimase vittima il giudice Giovanni Falcone insieme alla moglie e a tre agenti di scorta, i boss di Cosa Nostra si rivolsero alla 'ndrina dei fratelli Nirta (La Maggiore) per reperire l'esplosivo che portò a quell'immane tragedia. Il giudice siciliano fin da marzo di quel fatidico anno 1992 seguiva i collegamenti delle cosche di San Luca con i clan di Palermo e di Trapani. Era stato il pentito Vincenzo Calcara a raccontare a Borsellino d'un patto fra siciliani e calabresi per uno scambio di imponenti quantitativi di droga con armi ed esplosivo. Certo è che Borsellino nel giugno del 1992 pronunciò quelle parole: «So che è già arrivato l'esplosivo destinato a me». Le dichiarazioni di Calcara non furono mai verificate ed è stato dichiarato inattendibile in diverse occasioni.

### Le rivelazioni del pentito Gaspare Spatuzza contro i Nirta
Nel 2009 il collaboratore di giustizia Gaspare Spatuzza, uomo di Cosa nostra implicato nelle stragi del '93, mise a verbale le seguenti dichiarazioni: «Tramite la 'ndrangheta, la cosca dei fratelli Nirta di San Luca, abbiamo acquistato delle armi, due mitra, due machine-pistole ed un lanciamissili. Era un carico di armi per fare un attentato al procuratore Caselli che avevamo saputo che si muoveva con un elicottero dell'elisoccorso che partiva dall'ospedale Cervello. Io avevo la reggenza del mandamento di Brancaccio e tramite Pietro Tagliavia mi dicono che devo "curarmi" Caselli. Questo lanciamissili dopo che andammo a prenderlo dai Nirta venne custodito in un magazzino della nostra famiglia. Era nascosto nell'intercapedine di un divano e non fu trovato. I Nirta ci diedero massimo appoggio nella fornitura di questo carico di armi; infatti gli stessi erano in rapporti strettissimi con tutti i Corleonesi».

### Anni 2000 coinvolti nuovamente nel narcotraffico
Nel 2005 sono finiti nell'inchiesta "Ciaramella" i nipoti dei Nirta, Paolo Codispoti e Marafioti Giuseppe, con l'accusa di essere i gestori di un imponente traffico di cocaina proveniente dal Sudamerica. La stessa inchiesta ha rivelato la gestione degli affari criminali di Roma con conseguente dominio criminale della città proprio del boss Codispoti e del cognato Marafioti.

### Oggi
- La 'Ndrina dei Nirta La Maggiore non è coinvolta nella famigerata faida di San Luca. Infatti i Nirta della "faida" sono una 'ndrina non collegata a quella dei Nirta La Maggiore.
- Il 24 gennaio 2013 viene ucciso a Roma il genero del patriarca Giuseppe Nirta, Vincenzo Femia.[senza fonte]
- Il 15 dicembre 2015 si conclude l'operazione Tivoli Silentes dei Carabinieri del Comando Provinciale di Roma che porta all'arresto di 9 persone di cui 4 presunti affiliati ai Nirta-Romeo-Giorgi con sequestri a Tivoli, Guidonia Montecelio, Castelnuovo di Porto ma anche ad Africo e Bovalino[8][9].
- Il 7 giugno 2017 viene ucciso Giuseppe Nirta, cinquantaduenne figlio del defunto boss Sebastiano. L'omicidio si è consumato in Spagna, nella regione di Murcia.
- Il 19 febbraio 2018 si concludono le operazioni Martingala e Vello d'oro della Guardia di Finanza e della DIA che portano a 37 misure cautelari nei confronti di presunti affiliati ai Nirta (Scalzone), degli Araniti e dei Piromalli accusati di associazione per delinquere, estorsione, sequestro di persona, usura, riciclaggio e autoriciclaggio, attività finanziaria abusiva e trasferimento fraudolento di valori. Nelle operazioni si è eseguito anche un sequestro di beni dal valore di oltre 100 milioni d'euro, in particolare di aziende del settore della grande distribuzione, dell'edilizia, dell'acciaio e correlate ad appalti pubblici operanti in Toscana e all'estero, in particolare Slovenia e Regno Unito[10].
- Il 23 gennaio 2019 in Valle d'Aosta vengono arrestate 16 persone di un sodalizio operanti come Locale di Aosta almeno dal 2014 e riconducibili ai Nirta Scalzone, ai Raso e ai Mammoliti tra cui un consigliere di Saint Pierre, uno di Aosta e un consigliere regionale dell'Union Valdôtaine (all'epoca dei fatti a lui contestati era assessore) e accusati a vario titolo di associazione mafiosa, concorso esterno, traffico di droga, estorsione. L'associazione trafficava in droga proveniente dalla Spagna[11][12][13].

## Esponenti di rilievo
- Antonio Nirta, fratello di Giuseppe, di Francesco e Sebastiano.
- Antonio Nirta, detto Due Nasi per la sua predilezione al fucile a canne mozze, fu il paciere dei De Stefano nella sanguinosissima guerra di mafia a Reggio Calabria e dintorni.
- Giuseppe Nirta
- Francesco Nirta[14][15]
- Sebastiano Nirta
- Paolo Codispoti
- Vincenzo Femia, ucciso a Roma il 24 gennaio 2013. Era genero di Giuseppe Nirta.